# Le Bailleul
Le Bailleul – miejscowość i gmina we Francji, w regionie Kraj Loary, w departamencie Sarthe.
Według danych na rok 1990 gminę zamieszkiwało 787 osób, a gęstość zaludnienia wynosiła 29 osób/km² (wśród 1504 gmin Kraju Loary Le Bailleul plasuje się na 678. miejscu pod względem liczby ludności, natomiast pod względem powierzchni na miejscu 348.).